# Зінтан
Зінтан (араб. الزنتان, Az Zintan), також Al Zintan, Ez Zintan або Az Zentan, іноді називається Tagrmeen (араб. تاغرمين) — місто на північному заході Лівії у муніципалітеті Ель-Джабал-ель-Ґарбі.

## Загальні відомості
Зінтан розташоване приблизно за 170 км на південний захід від Триполі у горах Нафуса. Населення міста становить 16-25 тисяч осіб. У місті та його околицях проживає близько 50 000 чоловік — в основному етнічні бербери.

## Клімат
Превалюючий клімат у Зінтані — семіаридний клімат. Протягом року в місті випадає мало опадів. Середньорічна температура у місті Зінтан — 18.4 °C. Середньорічна норма опадів — 199 мм.
Найпосушливіший місяць — липень з опадами 0 мм. Більша частина опадів випадає у січні, у середньому 43 мм.
Найтепліший місяць року — липень з середньою температурою 27.7 °C. Середня температура у січні — 8.2 °C. Це найнижча середня температура протягом року.
Різниця між кількістю опадів між самим сухим і найвологішим місяцем — 43 мм. Середня температура змінюється протягом року на 19.5 °C.

## Громадянська війна у Лівії
Під час Громадянської війни у Лівії у 2011 році місто було одним з ключових осередків збройної боротьби проти режиму М.Каддафі.. У Зінтані повстання почалось після того, як війська Каддафі спробували мобілізувати чоловіків у місті в армію. 16 березня війська Каддафі приступили до штурму міста Зінтан, направивши туди 15 танків, 40 бронетранспортерів і артпідтримку. Тим не менш взяти місто вони не змогли. Повстанці контратакували, і трофейною зброєю 19-20 березня 2011 розгромили численний, добре озброєний урядовий конвой.
28 червня 2011 «Зінтанська військова рада» заявила про атаку на південь, на військову базу Ель-Кааа, що за 25 км від Зінтана, у результаті чого революціонери захопили величезну кількість військової техніки, у тому числі і 2 танки Т-55.
Повстанці Зінтана захопили в полон Саїфа аль-Іслама Каддафі, другого сина Муаммара Каддафі. Він був захоплений 19 листопада 2011 року, майже через місяць після смерті батька, у 50 кілометрах на захід від міста Аубарі, поблизу міста Себха на півдні Лівії. Саїф аль-Іслам постав перед судом у місті Зінтан. Йому були пред'явлені звинувачення в змові для отримання документів, що становлять загрозу національній безпеці, а також в образі державного прапора.
Суд у Лівії засудив сина Муаммара Каддафі, Саїфа аль-Іслама до страти але повстанці Зінтана відмовляються видати його владі у Триполі.
У Зінтані утримується група з 19 затриманих громадян України, яких було переміщено з Триполі 1 липня 2013, у зв'язку з погіршенням ситуації в лівійській столиці. Вони були затримані 27 серпня 2011 року лівійським повстанським батальйоном «Какаа». 4 червня 2012 року Військовий суд Триполі засудив 19 громадян України до 10 років ув'язнення за пособництво режиму Каддафі.